# Miguel Sevillano
Miguel Sevillano (* 16. Oktober 1928 in Partido General Villegas, Buenos Aires; † 3. November 1998 in Munro, Buenos Aires) war ein argentinischer Radrennfahrer.

## Sportliche Laufbahn
1948 gewann Miguel Sevillano das argentinische Radrennen Clásica del Oeste-Doble Bragado, ein Etappenrennen, das seit 1922 ausgetragen wird. Im selben Jahr startete er bei den Olympischen Sommerspielen in London. Im olympischen Straßenrennen kam er beim Sieg von José Beyaert als 23. ins Ziel. Die argentinische Mannschaft belegte mit Sevillano, Ceferino Peroné, Dante Benvenuti und Mario Mathieu belegte in der Mannschaftswertung den siebten Rang.
1950 wurde Sevillano argentinischer Straßenmeister und entschied eine Etappe der Mexiko-Rundfahrt für sich. 1952 wurde er beim Sieg von Rik Van Steenbergen Dritter der Argentinien-Rundfahrt.
Nach dem Ende seiner aktiven Laufbahn engagierte sich Sevillano im argentinischen Radsportverband als Kommissär und Technischer Direktor der Nationalmannschaft. In Munro, einem Stadtteil im Großraum Buenos Aires, eröffnete er 1958 die Bicicleteria Miguel Sevillano, eine Fahrradwerkstatt mit Manufaktur und Laden.
Seit einigen Jahren wird in Buenos Aires der Gran Premio Miguel Sevillano ausgetragen.

## Erfolge
1948
- Clásica del Oeste-Doble Bragado

1950
- eine Etappe Mexiko-Rundfahrt
- Argentinischer Meister – Straßenrennen